# Jun’ichi Komori
Jun’ichi Komori (jap. 小森 純一, Komori Jun’ichi; * 11. Juli 1941; † 26. Juli 2015), war ein japanischer Dreibandspieler und Weltmeister.

## Karriere
Jun’ichi Komori zählte in seinem Heimatland zu den Großmeistern und angesehensten Spielern seines Sports. In den 1980ern und 1990ern bildete er mit seinem Landsmann Nobuaki Kobayashi ein kongeniales Duo, dass drei Mal die Team-Weltmeisterschaft gewann (1981 in Mexiko-Stadt, 1985 in Bordeaux und 1992 in Viersen). Komori gewann vier nationale Titel. Bei den Dreiband-Weltmeisterschaften konnte er zwar nie eine Goldmedaille erzielen, jedoch war er in den Jahren 1976, 1978 und 1985 Bronzemedaillengewinner. Bei allen Turnieren waren Raymond Ceulemans und Kobayashi vor ihm platziert. In der Frühzeit seiner Karriere spielte er auch Cadre und konnte bei einem nationalen Turnier eine Höchstserie (HS) von 70 im Cadre 47/2 erzielen. Obwohl er fast kein Englisch sprechen konnte, galt er in der Szene als beliebt, ihn zeichnete die englische Snookerspielereleganz aus, sein Auftreten war typisch asiatisch, höflich und zurückhaltend.
1993 gelang ihm in der niederländischen Liga (Ehrendivision) mit einer Höchstserie von 28 ein neuer Weltrekord, damit brach er die vorherige Bestmarke von 25 von Willie Hoppe.
Nur 14 Tage nach seinem 74. Geburtstag starb er 2015 an Krebs.

## Erfolge
- Dreiband-Weltmeisterschaft für Nationalmannschaften:  1981, 1985, 1992
- Dreiband-Weltmeisterschaft:  1976, 1978, 1985

- Dreiband Grand Prix:   1987/4, 1987/7, 1989/5, 1989/7, 1991/5  1991/4  1987/8, 1989/6

- Japanische Dreiband-Meisterschaft:  1975, 1976, 1977, 1984, 1992

Quellen: